# Dolf Van Roy
Dolf Van Roy (Brussel, 1858 – 1943) was een Belgisch kunstschilder. Hij schilderde voornamelijk landschappen, interieurs, naakten en portretten. Hij woonde in de Amerikaansestraat 169 in Brussel.
Van Roy was lid van de kleine, minder bekende Brusselse kunstenaarsgroepering L'Élan die actief was rond 1911 en in dat jaar een groepstentoonstelling hield.
Hij staat eveneens vermeld als architect van de kunstenaarswoning (1911) van Pol Parmentier in de Toulousestraat 47 in Brussel.

## Tentoonstellingen
- 1903, Antwerpen, Driejaarlijks Salon
- 1907, Brussel, Exposition Générale des Beaux-Arts (De brief, In gedachten, Naaktstudie).

## Musea
- Antwerpen, Koninklijk Museum voor Schone Kunsten
- Brussel, Koninklijke Musea voor Schone Kunsten van België
- Luik, Musée d'art moderne et d'art contemporain
- Mol, Jakob Smitsmuseum